# The Bishop's Emeralds
The Bishop's Emeralds er en amerikansk stumfilm fra 1919 af John B. O'Brien.

## Medvirkende
| Skuespiller      | Rolle             |
| ---------------- | ----------------- |
| Virginia Pearson | Hester            |
| Sheldon Lewis    |                   |
| Robert Broderick | John Cardew       |
| Frank Kingsley   | Jack Cardew       |
| Lucy Fox         | Mabel Bannister   |
| Marcia Harris    | Caroline Cardew   |
| Walter Newman    | Voss              |
| Sheldon Lewis    | Richard Bannister |